# Asanacja praska

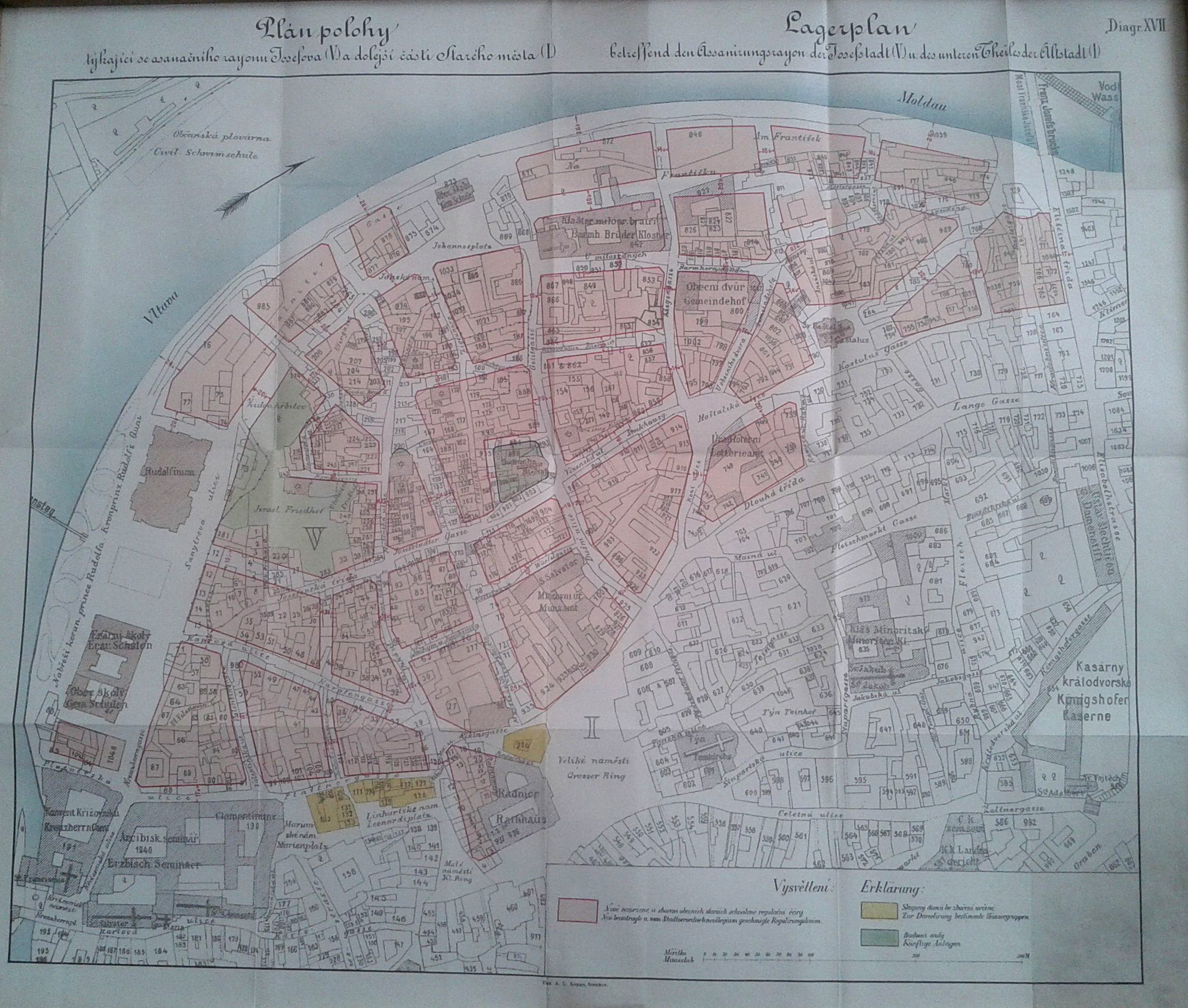
Plan asanacji praskiej

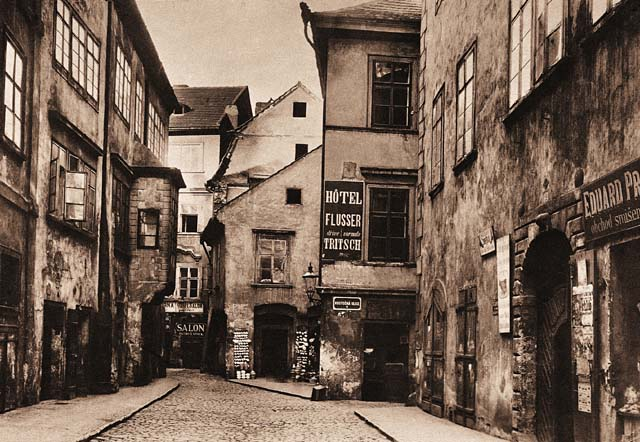
Uliczka Josefova przed asanacją

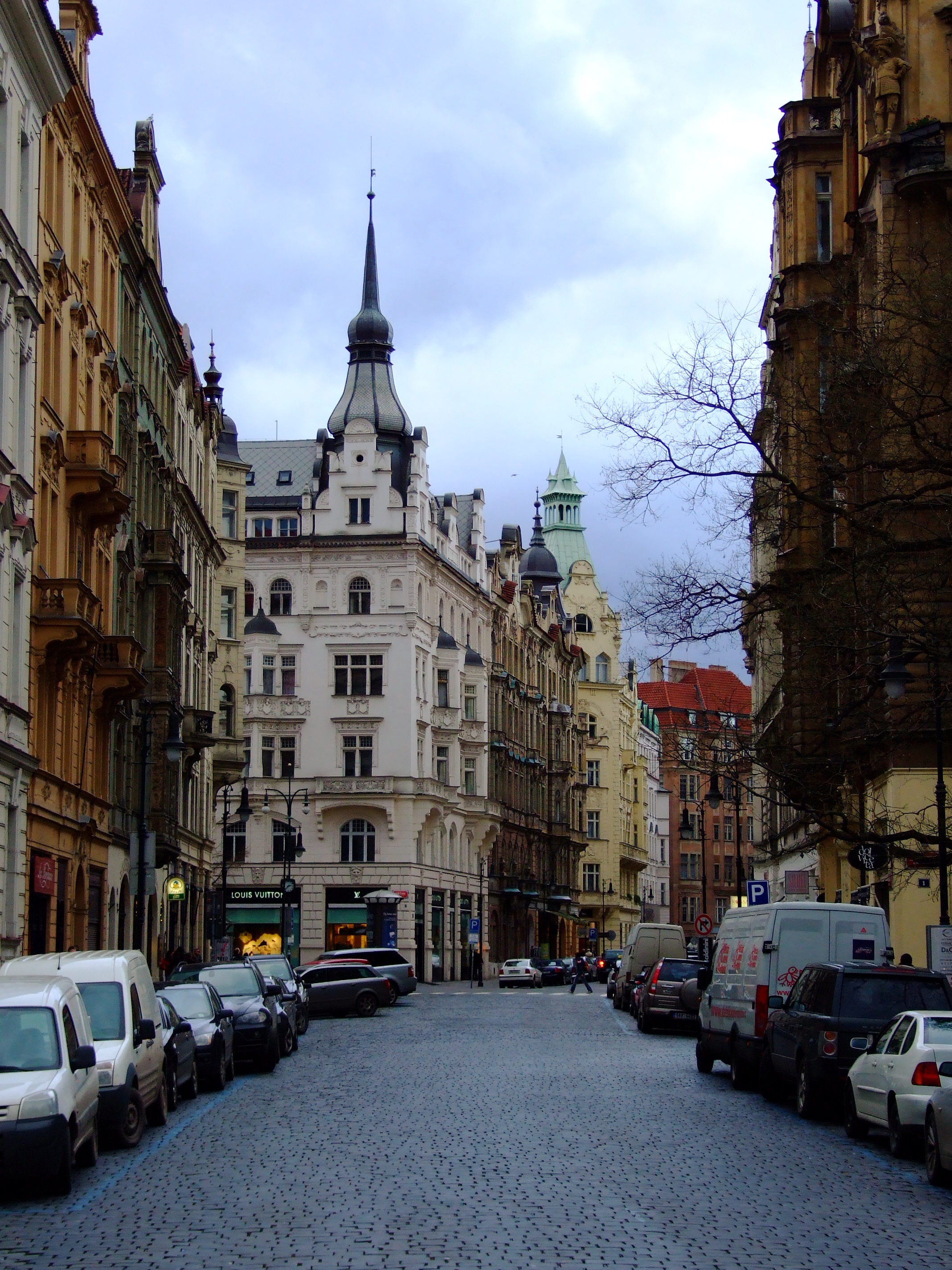
Poasanacyjna ulica Josefova

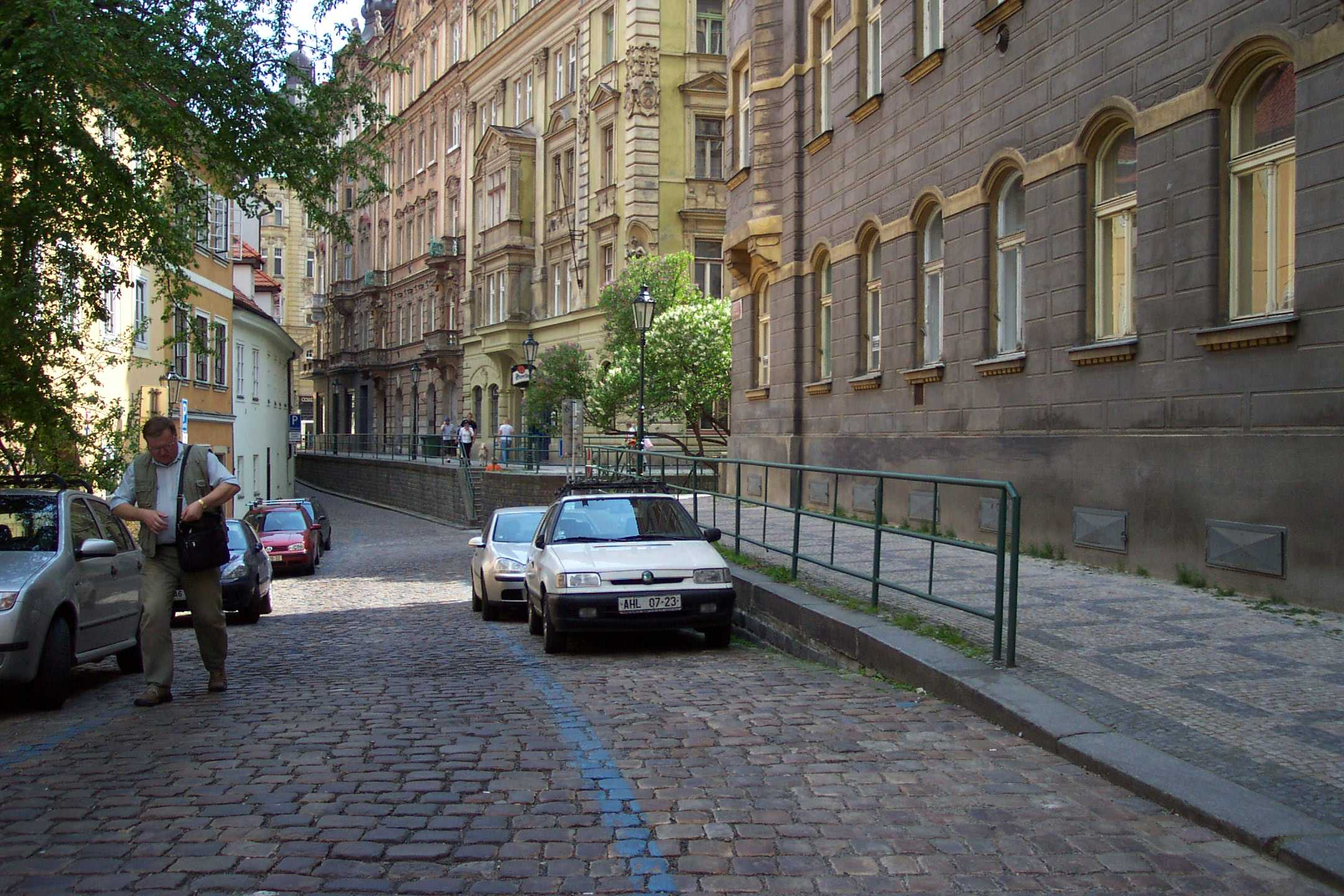
Różnice między zabudową sprzed asanacji (po lewej) i po niej (po prawej)

Asanacja praska (cz. pražská asanace) – radykalna przebudowa centralnych dzielnic Pragi na przełomie XIX i XX w. Była jedną z największych spośród podobnych akcji w innych europejskich miastach w tym czasie.
W Pradze, na obszarze dzisiejszego Josefova i częściowo Starego Miasta, znajdowało się getto żydowskie, którego zły stan był głównym bodźcem do przeprowadzenia asanacji. Nie było tam odpowiednich warunków higienicznych (ogniska chorób, szkodliwość studziennej wody pitnej, brak kanalizacji, przeludnienie), ponadto miejskich radnych raziły wąskie, kręte średniowieczne uliczki. Josefov, znajdujący się w sąsiedztwie Starego Miasta, nie był uważany za „dostatecznie reprezentacyjny”.
Pierwsze przygotowania do asanacji rozpoczęto w 1882. Mimo to minęło jeszcze kilka lat, zanim podjęto uchwały w tej sprawie.
Pierwotny plan asanacyjny z 1887 przewidywał nie tylko likwidację getta żydowskiego, ale także rozległe wyburzenia na całym Starym Mieście i części Nowego Miasta. Tak wielkie przekształcenia okazały się jednak zbyt kosztowne i radni z nich zrezygnowali. Końcowy plan asanacyjny, uchwalony w roku 1893, ograniczał się więc tylko do getta, ingerując w niewielki obszar Starego i Nowego Miasta. W międzyczasie zostały przyjęte uchwały dotyczące wywłaszczeń (11 lutego 1893). Obszar poddany asanacji miał powierzchnię około 380 000 m², znajdowało się na nim ponad 600 budynków.
Częściowe wyburzenia rozpoczęły się już w 1895, masowe rozbiórki trwały jednak przede wszystkim od końca 1896, kiedy z domów musieli się wyprowadzić mieszkańcy. Cała akcja miała się zakończyć w roku 1903.
Pod presją społeczną w 1896 została powołana Komisja Artystyczna, która miała za zadanie dokumentować zabytki sztuki przeznaczone do zniszczenia i ewentualnie ochronić niektóre wartościowe elementy. Getto zostało utrwalone na licznych fotografiach, obrazach olejnych Jana Minaříka i 150 akwarelach Václava Jansy. Komisja została rozwiązana w 1898, ponieważ rada miejska nie brała pod uwagę jej opinii.
W późniejszym okresie doszło do licznych negatywnych ingerencji w historyczną zabudowę, pierwotny plan został naruszony na korzyść prywatnych interesów i wiele cennych budynków zostało zniszczonych.
W 1903 okres obowiązywania uchwały asanacyjnej został przedłużony o dziesięć lat, potem co dekadę przedłużano ją aż do roku 1943. Największe przekształcenia związane z asanacją dokonały się jednak do 1914.
Asanacja całkowicie zmieniła też oblicze dzielnicy Podskalí.